# Nevoeiro
Nevoeiro (llamada oficialmente Neboeiro) es un lugar situado en la parroquia de Figueiroá, del municipio español de Paderne de Allariz, en la provincia de Orense, Galicia.

## Demografía
| Gráfica de evolución demográfica de Nevoeiro entre 2000 y 2023 |
|                                                                |
| Datos según el nomenclátor publicado por el INE.               |